# Тимьян тминный
Тимьян тминный (лат. Thymus herba-barona) — ползучее многолетнее растение, вид рода Тимьян (Thymus) семейства Яснотковые (Lamiaceae), произрастающий на Корсике, Сардинии и Майорке. Вид называют тминным тимьяном, так как он имеет сильный запах, похожий на запах тмина, благодаря чему может служить заменителем тмина в любом рецепте. Тимьян тминный можно использовать как в кулинарии, так и как вечнозелёное почвопокровное растение для сада.

## Ботаническое описание
Тимьян тминный — ползучее многолетнее растение на древесной основе, вырастающее до 10-25 см в высоту и разрастающееся по земле до ширины 30 см. Листья от 4 до 10 мм в длину, ланцетные, тёмно-зелёные и опушённые. Листва имеет сильный аромат тмина. Цветки розовые с четырьмя лепестками и выступающей нижней губой. Цветёт в конце весны и в начале лета, цветки привлекательны для пчёл и бабочек.

Thymus herba-barona
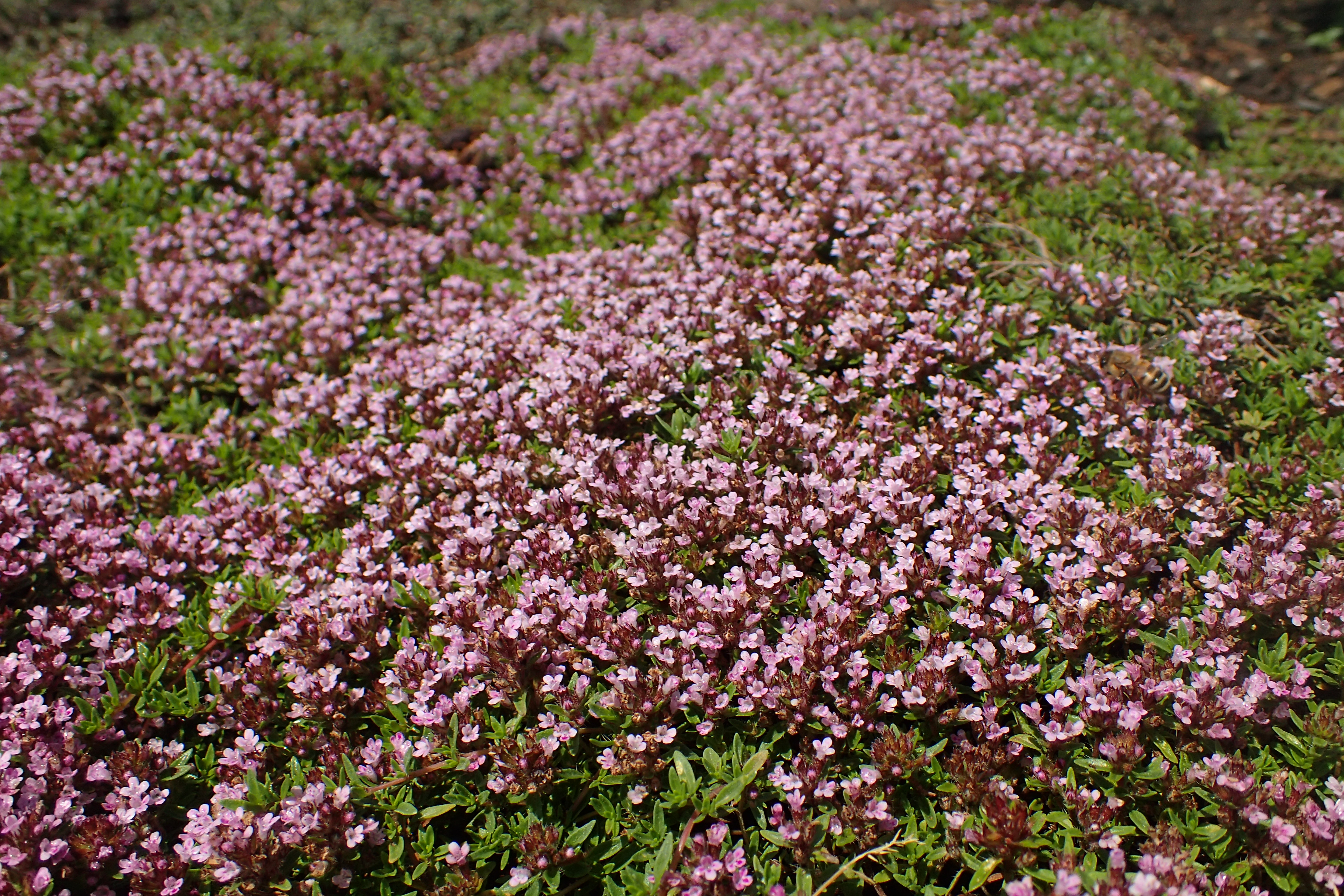
Общий вид
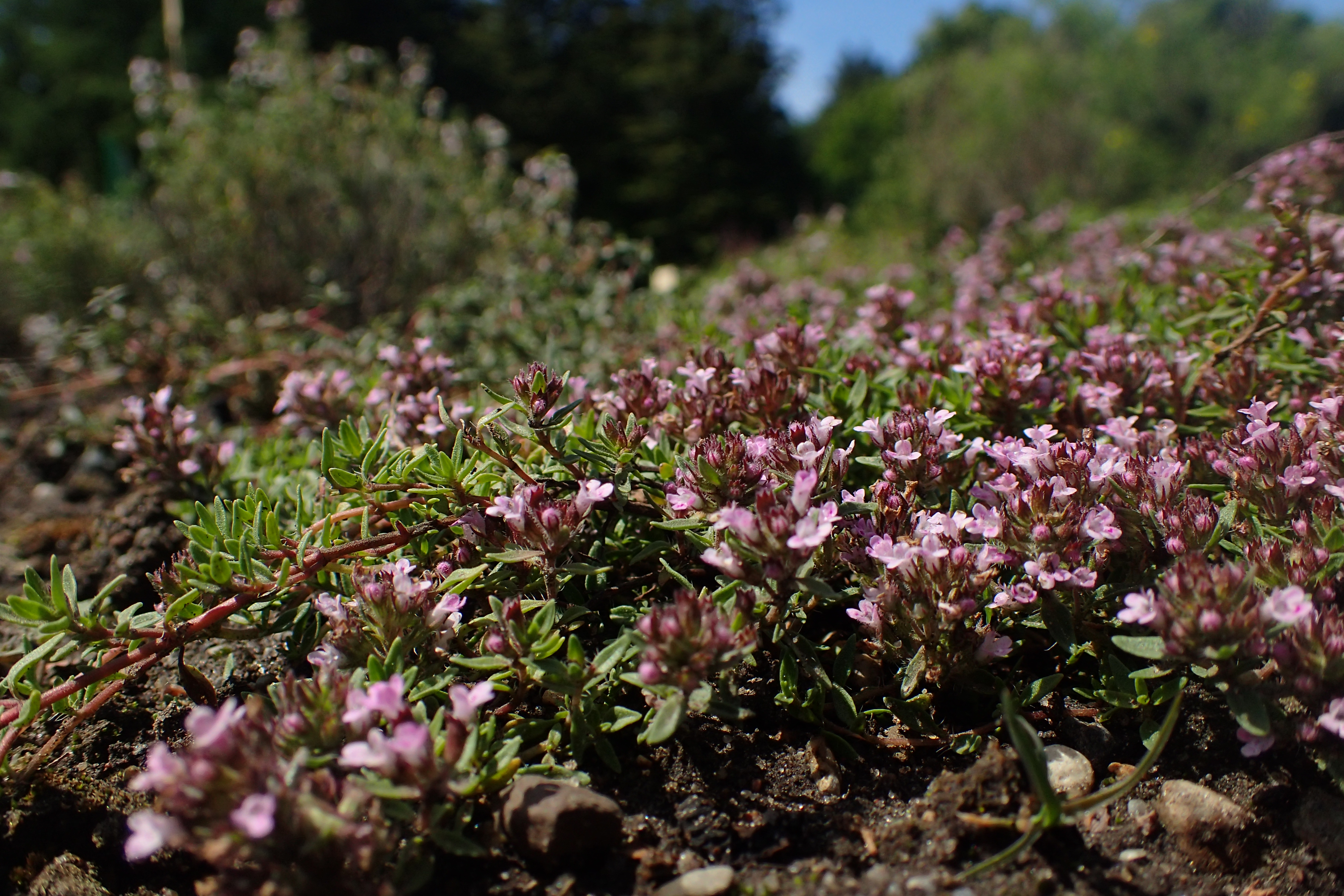
Стелющиеся стебли
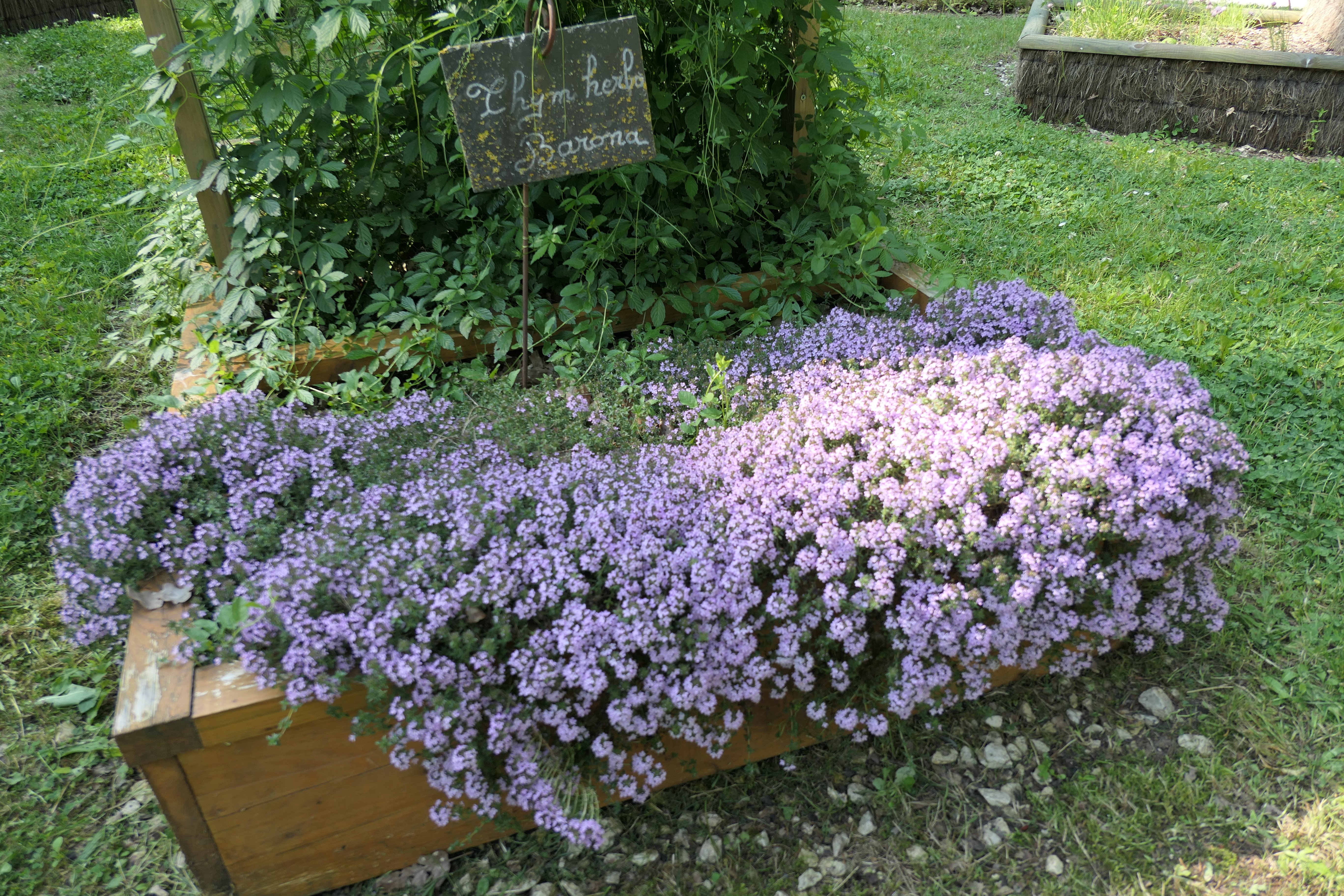
Декоративное использование

Существует два подвида тимьяна тминного:
- Thymus herba-barona subsp. herba-barona, Корсика (Франция) и Сардиния (Италия)
- Thymus herba-barona subsp. bivalens. Майорка (Испания)

## Распространение
Растение встречается в природе на островах Корсике, Сардинии и Майорке.

## Культивирование и использование
Тимьян тминный лучше всего растёт на средней почве при лёгком поливе и полном солнечном свете. В Англии растение исторически использовали как приправу для говядины; это вдохновило его видовой эпитет. Тимьян тминный выращивают в садах по всему миру, однако его сложно вырастить из семян.
Тимьян тминный содержит эфирное масло; растение обладает антисептическим, дезодорирующим и дезинфицирующим действием. Он также используется в парфюмерии, в качестве ополаскивателя для рта и в народной медицине. Исследование эфирного масла этого и некоторых других видов тимьяна показало, что оно обладает антимикробной активностью против грамположительных бактерий и грибков, сравнимой с таковой хорошо известного антисептика хлоргексидина глюконата.